# Ommatius conus
Ommatius conus är en tvåvingeart som beskrevs av Scarbrough 2002. Ommatius conus ingår i släktet Ommatius och familjen rovflugor. Inga underarter finns listade i Catalogue of Life.